# Ребека Ен Хајнеман
Ребека Ен Хајнеман је америчка дизајнерка видео-игара и програмерка. Она је ветеран у индустрији видео-игара и оснивач компанија Interplay Production, Logicware, Contraband Entertainment и Olde Sküül. Генерални је директор компаније Olde Sküül од 2013. године.

## Одрастање
Ребека Ен Хајнеман је рођена и одрасла у Витиру, у Калифорнији, као Вилијам Салвадор Хајнеман. Како у младости није могла да приушти новац да купи видео-игре за своју конзолу Atari 2600, научила је како да копира касете, па је тако сакупила велику колекцију пиратских видео-игара. Убрзо је постала незадовољна копирањем видео-игара, па је почела да примењује обрнуто инжењерство на коду конзоле како би схватила како се видео-игре праве. Године 1980, Хајнеманова је са пријатељем отпутовала у Лос Анђелес, како би се такмичила на регионалном такмичењу у оквиру националног првенства Space Invaders Championship. Тада је победила на такмичењу, упркос очекивању да неће упасти ни у првих 100. Касније те године, однела је победу на првенству у Њујорку и стога се сматра првим националним шампионом турнира у видео-играма.

## Каријера
Након што је победила на такмичењу, добила је понуде да пише за месечни часопис Electronic Game и буде консултант на писању књиге How to Master Video Games. У том периоду споменула је једном издавачу часописа да је радила обрнуто инжењерство на коду конзоле Atari 2600, након чега јој је он договорио састанак са власником компаније Avallon Hill, која развија видео-игре. Након састанка, одмах је запошљена као програмер. Када је имала 16 година, одселила се из родног места због новог посла, отказавши тако све планове о завршавању средње школе. Пре напуштања компаније Avallon Hill, направила је приручник за тим програмера у компанији, студијски погон за видео-игре, као и основни код за неколико софтверских пројеката, укључујући и своју прву видео-игру London Blitz.
Хајнеманова се вратила у Калифорнију, где је почела да ради за компанију Boone Corporation. За ову компанију је програмирала видео-игре Chuck Norris Superkicks и Robin Hood, стекавши знања о програмирању на рачунарима Commodore 64, Apple II, VIC-20 и IBM PCs, хардверу видео-игара, као и њиховом дизајну. Компанија Boone Corporation је престала са радом 1983. године, па је тако Хајнеманова са Брајаном Фаргом, Џејом Пателом и Тројом Ворелом основала компанију Interplay Production (касније познату и као Interplay Entertainment). Била је главни програмер у компанији и радила на видео-играма Wasteland, The Bard’s Tale, Out of This World, као и на Mac OS и 3DO улазима за видео-игру Wolfenstein 3D.
Хајнеманова је за компанију Interplay Production, између осталог, дизајнирала и видео игре The Bard’s Tale III: Thief of Fate, Dragon Wars, Tass Times in Tonetown, Borrowed Time, Mindshadow и The Tracer Sanction. Како је компанија порасла на више од петсто запослених, пожелела је да се врати коренима и раду у мањим групама, па је напустила компанију 1995. године и постала суоснивач компаније Logicware, у којој је радила као технички директор и главни програмер. Поред оригиналних видео-игара, надгледала је и активности прављења улаза за видео-игре Out of This World, Shattered Steel, Jazz Jackrabbit 2 као и улаза за Mac OS за видео-игру Half-Life.
Хајнеманова је основала компанију Contraband Entertainment 1999. године у којој је вршила функцију генералног директора. Компанија је развила неколико оригиналних видео-игара заједно са улазима за различите платформе за друге програмере. Пројекте које је Хајнеманова водила укључују: Myth III: The Wolf Age, Activision Anthology, као и Mac OS улазе за Aliens vs. Predator, Baldur's Gate II и Heroes of Might and Magic IV. Током тог периода је такође пружала и директне консултантске услуге другим компанијама: радила је као виши инжењер за компанију Electronic Arts, надоградила је код погона за компаније Barking Lizards Technologies и Ubisoft, оптимизовала код за Sensory Sweep Studios, радила је као сениор програмер за компаније Bloomberg L.P. и Амазон, водила је обуку за развој конзоле Xbox 360 за развојни студио компаније Мајкрософт и радила је на језгру за конзоле PlayStation Portable и PlayStation 4 у компанији Сони. Током рада у компанији Амазон, поред посла на развоју видео-игара, Хајнеманова је била и представник трансродних особа Амазонове LGBTQ+ групе, познате и као Glamazon.
Компанија Contraband Entertainment је угашена 2013. године, па Хајнеманова је основала нову компанију Olde Sküül са Џенел Џакиз, Морин Старки и Сузан Менли, у кој ради као генерални директор.

## Приватни живот
Око 2003. године Хајнемановој је дијагностикована родна дисфорија и почела је да живи као жена. Званично је променила своје име у Ребека Ен. Након промене пола живи као лезбијка. Има петоро деце и удата је за Џенел Џакиз. Живи у Ел Сериту, у Калифорнији, где се налази и њена компанија Olde Sküül.

## Чланства у одбору
Хајнеманова је члан саветодавног одбора Историјског музеја видео игара од 2011. године и део је управног одбора LGBTQ+ организације GLAAD.

## Признања
Први је национални шампион турнира у видео-играма, с обзиром на то да је победила на турниру National Space Invaders Championship 1980. године. Њен стрип Sailor Ranko, који је настао на основу фанфикције, а који је заснован на ранијем делу Данкана Зилмена је освојио више награда. Такође је покушала да се квалификује и за Светско првенство у игрању видео-игре Фортнајт. Године 2017, примљена је у дворану славних International Video Game Hall of Fam.